# Машна Ольга Володимирівна
Ольга Володимирівна Машна́ (рос. Ольга Владимировна Машная; нар. 29 червня 1964, Ленінград, Російська РФСР) — радянська і російська акторка. Заслужена артистка Росії (2000).

## Життєпис
Народилася 29 червня 1964 року в Ленінград.
Закінчила Всесоюзний державний інститут кінематографії (1986, майстерня С. А. Герасимова і Т. Ф. Макарової).
Знялася в фільмах українських кіностудій: «Доки не випав сніг» (1984, т/ф), «Вище Радуги» (1986, т/ф), «Десь гримить війна» (1986, т/ф).
Перший чоловік (1983—1987) — актор, сценарист та кінорежисер Валерій Прийомихов.

## Фільмографія
- «Перші радості» (1977, Анничка Парабукіна в юності)
- «Нікчемна» (1980, Аня; реж. Дінара Асанова)
- «Адам одружується на Єві» (1980, подруга Єви)
- «На початку гри» (1981)
- «Васса» (1982, Наталя, старша дочка Васси; реж. Гліб Панфілов)
- «Все навпаки» (1981, Наташа Єрмакова)
- «Сльози крапали» (1982, Наталя Соловйова; реж. Георгій Данелія)
- «Пацани» (1983, Марго (Маргарита Кірєєва), сестра Вови
- «Доки не випав сніг» (1984, т/ф, Лариса в юності)
- «Милий, любий, коханий, єдиний...» (1984, Анна; реж. Дінара Асанова)
- «Вище за Радугу» (1986, т/ф, Бутиріна Ірина Михайлівна, вчителька фізкультури (БІМ) (озвучує Ольга Громова)
- «Десь гримить війна» (1986, т/ф, Ксенія)
- «Кін-дза-дза!» (1986, Деконт (помічниця Абрадокса; реж. Георгій Данелія)
- «Донечка» (1987, Наташа, дочка Іпатових)
- «Гардемарини, вперед!» (1987, Софія Зотова; реж. Світлана Дружиніна)
- «Перша зустріч, остання зустріч» (1987, покоївка Ванди; реж. Віталій Мельников)
- «На допомогу, братці!» (1988, принцеса Настюра)
- «Без мундира» (1988, «Дюймовочка»)
- «Не зійшлися характерами» (1989, Алла, гімнастка)
- «Звіробій» (1990)
- «Захочу — полюблю» (1990, Віра)
- «Віват, гардемарини!» (1991, Софія; реж. Світлана Дружиніна)
- «Остання справа Вареного» (1994, Катя Сізухіна; реж. Віталій Мельников)
- «Самотній гравець» (1995, Катя Сухожілова)
- «Орел і решка» (1995, медсестра; реж. Георгій Данелія)
- «Хто, якщо не ми» (1998, помічниця голови батьківського комітету; реж. Валерій Прийомихов)
- «Особа французької національності» (2000, Аделія, кухарка)
- «Під Полярною зіркою» (2001, Тетяна Петрівна)
- «Next 2» (2002, Кухаріна)
- «Солдати» (2009, 16 сезон, продавчиня)
- «Ясновидиця» (2009, мати Ксенії)
- «Щоденник доктора Зайцевої» (2011—2012, Тетяна Федорівна, працівниця РАГСу)
- «Скліфосовський» (2014, телесеріал)
- «Слідчий Тихонов» (2016, директор дитячого будинку) та ін.